# Quiolita
La quiolita és un mineral de la classe dels halurs. Rep el nom del grec χιώυ, neu, i λίθος, pedra, en al·lusió a la seva aparença i similitud amb la criolita.

## Característiques
La quiolita és un halur de fórmula química Na₅Al₃F₁₄. Cristal·litza en el sistema tetragonal formant cristalls dipiramidals de fins a 10 centímetres. Habitualment es troba de manera granular o massiva. La seva duresa a l'escala de Mohs es troba entre 3,5 i 4. Segons la classificació de Nickel-Strunz, la quiolita és l'únic integrant de "03.CE - Halurs complexos: filoaluminofluorur".

## Formació i jaciments
Es troba en pegmatites que contenen criolita. Sol trobar-se associada a altres minerals com: topazi, thomsenolita, fenaquita, fluorita o criolitionita. Va ser descoberta l'any 1846 a la Reserva natural d'Ilmen, a l'óblast de Txeliàbinsk (Urals, Rússia). També se n'ha trobat a Katugin (Districte Federal de Sibèria, Rússia), a Ivittuut (Groenlàndia), a Perzhanskoe (Ucraïna) i a Winterham (Virgínia, Estats Units).